# Zwerchfellschrittmacher

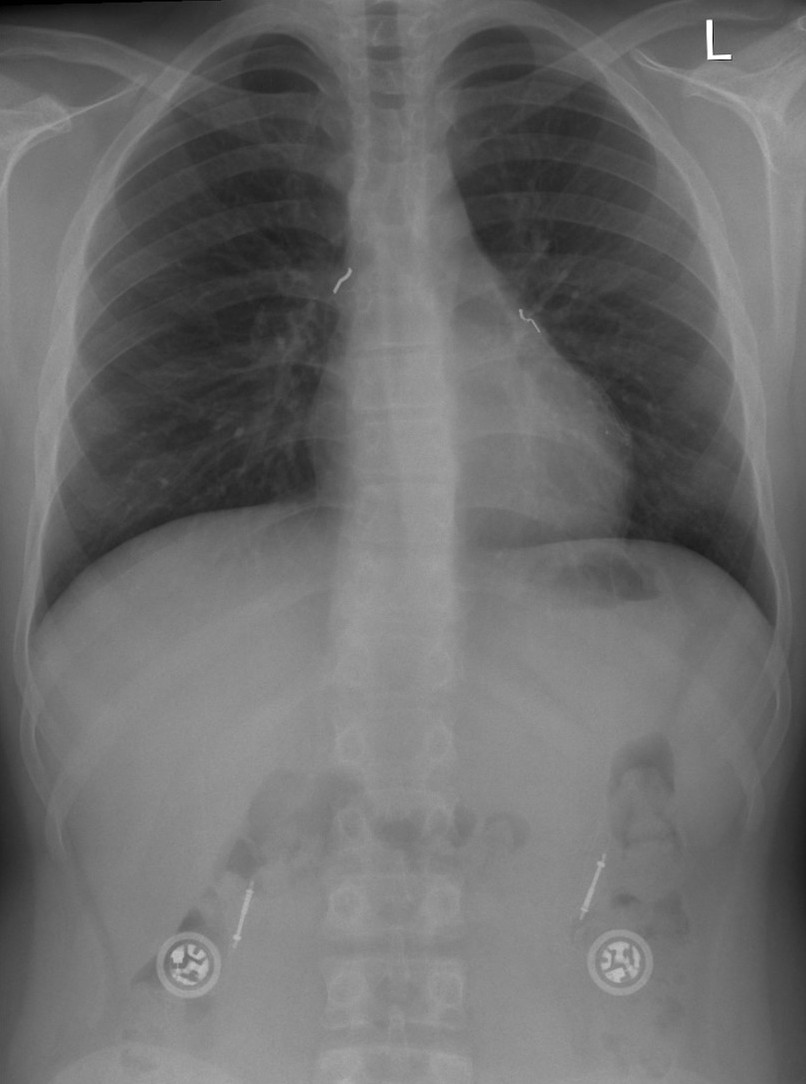
Zwerchfell-Schrittmacher / Phrenicus-Stimulator bei Undine-Syndrom: Sondenspitzen links und rechts im Mediastinum am N. phrenicus.

Ein Atemschrittmacher oder Zwerchfellschrittmacher ist ein Implantat mit elektrischer Stimulation des Zwerchfells über den Phrenikusnerv zur Beatmung von Querschnittgelähmten, die vom Hals abwärts gelähmt sind. Die Bezeichnung „Atemschrittmacher“ ist eine  Analogie zum bekannteren Herzschrittmacher.

## Einsatzbereich
Tetraplegiker mit hoher Querschnittverletzung (oberhalb C3 – siehe segmentale Innervation, Segmente der Wirbelsäule) müssen beatmet werden, da die Anregung (Innervierung) des Zwerchfells über die beiden Phrenikusnerven nicht mehr funktioniert. Früher geschah diese Beatmung mit Hilfe der so genannten eisernen Lunge – heute mit Beatmungsgeräten über ein Tracheostoma. Die funktionelle Elektrostimulation bietet eine Alternative, indem das noch intakte Zwerchfell inklusive der dazugehörigen Motornerven (Nervus phrenicus) für die Atmung wieder aktiviert wird. Ein implantierter Elektrostimulator reizt den/die Phrenikusnerven mit kleinen Elektroden, die dort angenäht sind. Das Zwerchfell kontrahiert sich und erzeugt dadurch einen Unterdruck in der Lunge.
Wie das Deutsche Ärzteblatt berichtete, haben Chirurgen der Charité einen solchen Schrittmacher im Dezember 2007 auch zwei deutschen Patienten mit ALS im Rahmen einer laufenden Studie implantiert. Nachdem in einer Studie mit 50 Querschnittgelähmten eine effektive mehrstündige Befreiung vom Beatmungsgerät nachgewiesen worden war, hat die US-amerikanische Regierungsbehörde FDA im Juni 2008 einen weiteren Zwerchfellschrittmacher zugelassen.
Atemschrittmacher werden selten eingesetzt, obwohl die technischen Voraussetzungen gegeben sind. Der Hauptgrund dafür liegt bei den hohen Kosten für die Herstellung, Implantation und Wartung solcher Systeme.